# Mk X彗星
Mk X彗星，代號：A34，是英國於二戰末期推出的一款巡航战车。彗星式是克倫威爾坦克的後繼車型，開發時吸取了英國巡航坦克在實戰中的經驗，改善了許多缺點，反坦克火力更有顯著提升，是二次大戰期間少數能夠抗衡納粹德國虎式重型坦克及豹式中型坦克的英國坦克之一。彗星式在整體設計上是克倫威爾坦克的改進版，被視為百夫長坦克大量服役前的過渡性裝備，在二戰結束後逐漸被百夫長式淘汰，彗星式在英國陸軍服役至1958年除役，在其他國家卻使用到1980年代甚至更久。

## 發展史

### 開發背景

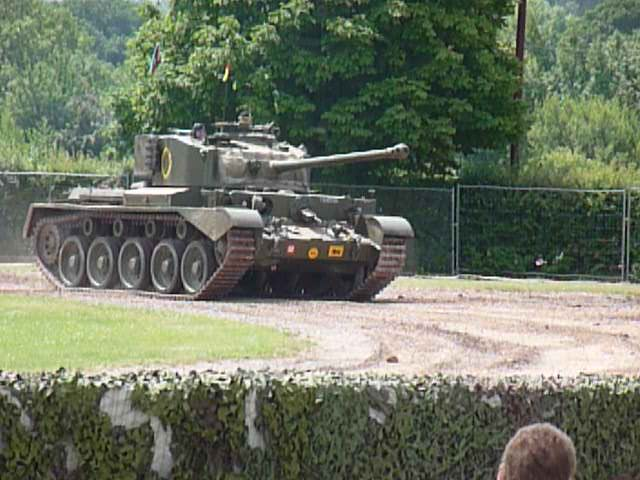
二戰重演活動的彗星坦克

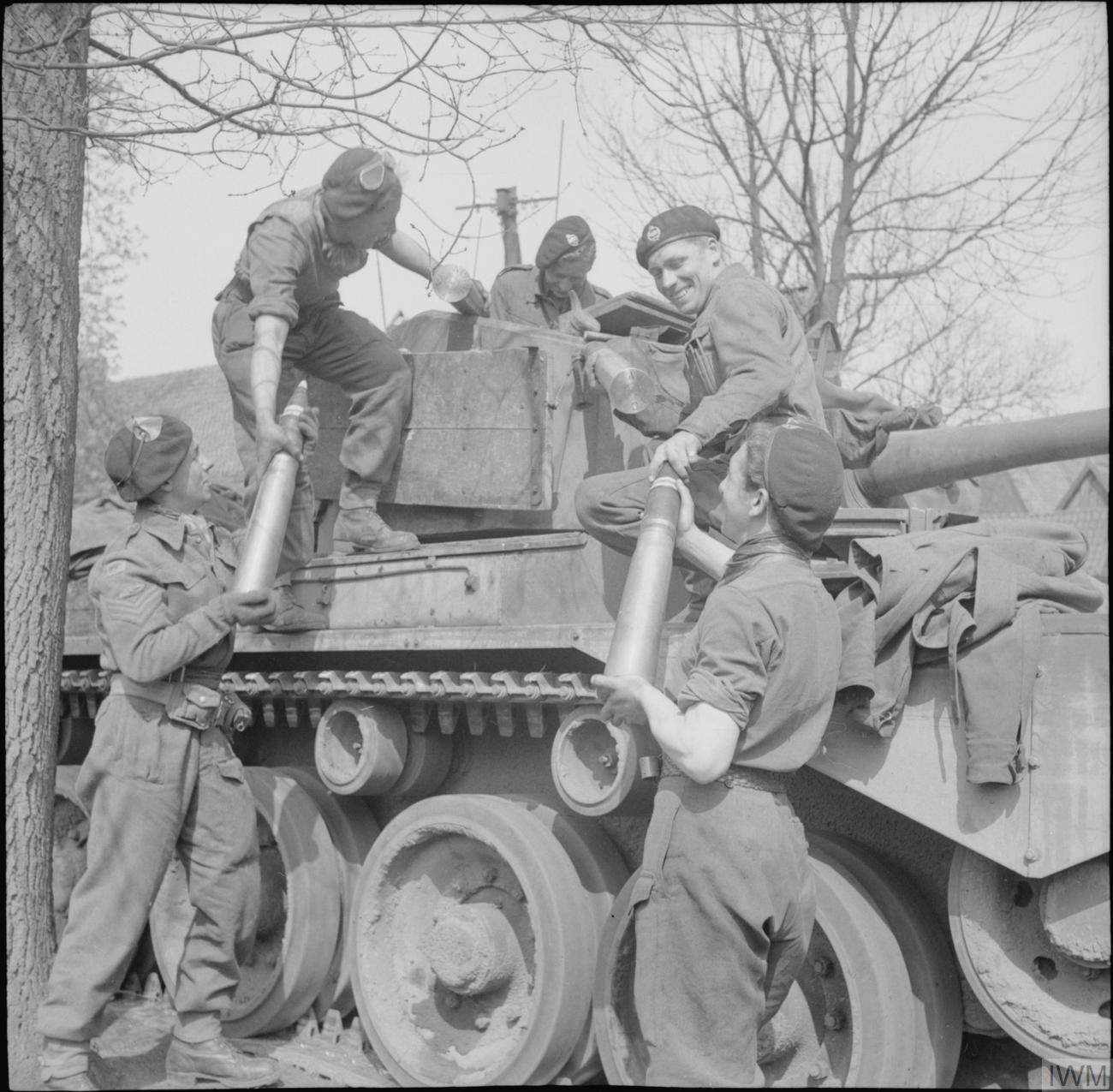
英軍裝甲兵正在為彗星坦克的77HV炮補充炮彈

英軍在1940年的北非戰場投入大量巡航坦克，由最初的Mk.II巡航坦克及Mk.IV巡航坦克，到1941年裝備的十字軍坦克（A15），性能足以克制意大利的M11/39坦克及M13/40坦克，但納粹德國在1941年2月派遣非洲軍團增援意大利軍後，面對三號坦克及四號坦克，英軍巡航坦克的諸多缺點便迅速浮現，不單是防護力不足，英國巡航坦克一直裝備的2磅炮更顯得火力低下。吸收北非戰場的經驗後，英軍於1941年起開發新一代巡航坦克，但爲了盡快獲得新型坦克，及提高生成效率，因此很多組件都沿用十字軍坦克（A15），先發展出屬於過渡性產品的Mk.VII騎兵巡航坦克（A24），然後是人馬座巡航坦克（A27L），到1943年的克倫威爾坦克（A27M）在各方面的性能都達到平衡和穩定，並且因爲盟軍準備反攻歐洲大陸而大量生產。克倫威爾坦克配備的QF 75 mm坦克炮尚可對抗德軍的四號坦克，但隨著虎I戰車及豹式戰車的量產，克倫威爾坦克的火力及防護力均落於劣勢，而當時能夠在一般交戰距離擊毀虎I及豹式坦克的英國反坦克炮就只有76.2毫米口徑的17磅炮，故此英軍一直希望將17磅炮安裝在坦克上。雖然17磅炮的口徑比克倫威爾坦克裝備的75毫米坦克炮只是大了僅1.2毫米，但17磅炮除了體積和重量較大，後坐力也大得多，炮彈的藥筒長度達到583毫米，比75毫米坦克炮炮彈的彈殼的350毫米長很多，因此必須有更大型的車體及炮塔才能容納17磅炮。克倫威爾坦克受制於車體的設計，不但炮塔的空間不足，17磅炮的後坐力對重28噸的克倫威爾坦克而言也過於強大，所以克倫威爾坦克並不能直接升級安裝17磅炮，但由於英軍裝甲部隊對這種可有效對抗德軍新型坦克的火炮有殷切的需求，爲了節省開發時間及可更快量產，因此在1943年2月，英軍仍然嘗試由克倫威爾坦克衍生一種配備17磅炮的坦克，這就是Mk.VIII挑戰者巡航坦克（A30），爲了容納17磅炮，設計師不但將克倫威爾坦克的車體加長，增加一對路輪，炮塔環的直徑也增加4英吋，可是勉強安裝17磅的後果，不但大幅削弱克倫威爾坦克原本具備的優越機動性，而且其炮塔過於巨大，全車高度太高，不但難以在戰場尋找掩護，更因爲要避免炮塔過重，炮塔正面的裝甲反而比克倫威爾坦克更薄，厚度僅有63毫米，在諸多缺點下，挑戰者巡航坦克不能部署於最前線或作為進攻的前鋒，只能當作驅逐坦克使用。
挑戰者巡航坦克爲了安裝17磅炮，把防護力及機動性都犧牲得太多，結果是在戰場不太實用，與此同時，英國設計師也將17磅炮安裝在車體和炮塔都經過修改的雪曼坦克上，成爲雪曼螢火蟲坦克，由於美國能夠穩定地供應這種經過修改的雪曼坦克，所以挑戰者巡航坦克只生產200輛便停產了。在英軍裝甲部隊中，雪曼螢火蟲坦克與克倫威爾巡航坦克的配備數量比例約是1：3。雪曼螢火蟲在反坦克火力上確實比克倫威爾強很多，不過17磅炮對雪曼坦克而言也是太大了，所以炮塔內部十分擁擠，而且17磅炮的炮彈又比原本的75毫米坦克炮長很多，導致裝彈不易，射速也較慢。雪曼螢火蟲的裝甲防護並沒有比原本的雪曼坦克強，且雪曼螢火蟲的外觀輪廓太大，很容易被發現並成爲德軍優先摧毀的目標，所以雪曼螢火蟲一般只會部署於後方，當克倫威爾坦克向德軍陣地衝鋒時，一旦遇上德軍坦克，殿後的雪曼螢火蟲便向暴露位置的德軍坦克開火，為英軍前鋒清除障礙，不過最先遇上德軍坦克的畢竟還是打頭陣的克倫威爾坦克，而且雪曼螢火蟲與克倫威爾的零件不能互換使用，造成後勤不便，所以英軍終究需要一款新型巡航坦克作為裝甲部隊的基礎。由於預料德軍將會研發出裝甲更厚重的坦克，英軍因此對巡航坦克提出兩個開發方案。第一個屬應急方案，應付的對象是當前德軍的虎式及豹式坦克，計劃以現有的車型為基礎開發，以便早日服役應對當前的需求，這個代號為A34巡航坦克開發計劃的成果便是彗星坦克；另一個方案是研發全新的車型，將可裝備17磅炮或更新款、更大口徑的火炮，以期可全面趕超德軍即將推出的新型坦克，這個代號為A41巡航坦克開發計劃的成果便是百夫長坦克，所以彗星式可視為百夫長式大量服役前的過渡性車型。

### 開發過程
A34巡航坦克的技術規範於1943年7月公布，除了要比克倫威爾坦克有強大的反坦克火力及更好的防護力，亦要求維持高機動力及輪廓低矮等克倫威爾式的優點。1943年9月完成全尺寸木造模型及進行審查，隨後該開發計畫的成品被稱為「彗星」，並由利蘭汽車公司負責整體設計工作。由於英軍希望盡快獲得新型巡航坦克，所以彗星式巡航坦克仍將以正在大量生產的克倫威爾巡航坦克為基礎進行開發。當時英軍的各型坦克都無法從正面有效擊破德軍的虎式坦克，而英國此時可有效對付德軍新型坦克的反坦克炮，就只有76.2毫米口徑的17磅炮，可是根據先前開發挑戰者巡航坦克的經驗，即使加長克倫威爾坦克的車體，勉強裝上17磅炮，但因為炮塔過高及裝甲薄弱，並不實用，所以必須有一種穿甲能力足以對付德軍虎式及豹式坦克，又適合裝在克倫威爾坦克的火炮。當時維克斯-阿姆斯特朗公司設計了一種高初速的75毫米口徑炮供坦克使用，但這款火炮對克倫威爾坦克仍然太大，超出炮塔環直徑的限制。
爲了在穿甲能力與體積和重量作出平衡，於是設計師便有將17磅炮縮短及減小裝藥量的構想，這款新火炮被稱為77 mm HV，又稱77HV，當中的（High Velocity）表示「高速」，雖然名爲77毫米，但實際口徑與17磅炮同爲76.2毫米。該炮以17磅炮爲基礎開發，但爲了將體積和重量都縮減到克倫威爾坦克的適用範圍，炮管長度由原來的55倍徑縮短至49倍徑，另一改動是縮減炮膛的容積，17磅炮的彈頭改爲安裝在QF 3英寸20英擔高射炮的發射藥筒上，藥筒的長度因此由17磅炮的583毫米縮短至420毫米，所以77 mm HV成為17磅炮的縮短及減小裝藥量版本。發射裝藥量的減小可降低後坐力，從而縮短火炮的後坐行程，而炮彈整體長度的縮短，不但可減小對炮塔空間的需求，裝填炮彈也比雪曼螢火蟲及挑戰者式的標準版17磅炮容易，還讓車高低矮的彗星式具備由-14度至+20度的主炮俯仰角，對比於炮塔高大的挑戰者式，其主炮最大俯角也得-10度，雪曼螢火蟲的主炮最大俯角更只有-5度，較大的主炮射界於射擊時較不易受到地形的局限，令彗星式更容易取得戰術優勢。
不過，縮短炮管長度及減小發射裝藥量，畢竟是因應克倫威爾坦克的原始設計對重量和空間限制下的權衡方案，77HV炮的火力也因此比雪曼螢火蟲所使用的17磅炮有所下降。雖然77HV炮與17磅炮的口徑同爲76.2毫米，兩者的組件多半相同，炮彈的彈頭相仿，但因爲使用不同長度的藥筒，所以在彈藥補給上不能混用，因此該炮的名稱被特意稱為77毫米，目的是要與原本的17磅炮在後勤補給上作出更清晰的區別，避免因爲相同口徑而發生誤會。77HV炮發射風帽披帽穿甲彈（APCBC）的炮口初速為每秒785米，在1公里距離可貫穿126毫米厚的均質裝甲；發射抗表面硬化裝甲的風帽披帽穿甲彈（APCBC FH）的炮口初速每秒785米，在1公里距離可貫穿135毫米厚的均質鋼裝甲；發射脫殼穿甲彈（APDS）的炮口初速為每秒1,120米，在1公里距離可貫穿165毫米厚的均質鋼裝甲。由於德軍的虎一式重坦克及豹式中坦克的最厚裝甲都是100毫米，所以77HV炮的火力足以讓彗星式在通常的交戰距離從正面擊毀德軍的虎式及豹式坦克。彗星式的彈藥主要存放在有裝甲保護的彈藥箱內，備彈共61發，只比配備75毫米炮的克倫威爾巡航坦克少3發，但明顯多於使用標準17磅炮及備彈42發的挑戰者巡航坦克。
彗星式使用的車體與炮塔均為焊接成型，並且可使用現有克倫威爾坦克的生產設備製造，減少調整生產線及培訓工人所需的時間，也因此彗星式除了裝備升級的火炮外，其餘部分的構型與後期型的克倫威爾並沒有太大分別。彗星式的車體與克倫威爾（A27M）大致相同，炮塔則因為要安裝較大型的77HV炮而有所修改。英軍原本希望彗星式能夠盡量沿襲克倫威爾坦克的設計，以便更快投產及維持零組件的通用性，簡化後勤工作，但工程師為了增加炮塔內部的容積，並提升射擊時的穩定性，所以將炮塔環的直徑由克倫威爾坦克（A27M）的57英吋（1.448公尺）擴大為64英寸（1.626公尺）。雖然傾斜裝甲可提升對抗穿甲彈的能力，但因為涉及修改生產設施的模具和夾具，在現有的生產線大幅改動設備難免會導致產量下降，在戰時必須維持高產量的要求下，這些改動是不可能獲得允許，故此彗星式仍然維持垂直結構的傳統設計，並透過在焊接炮塔增加裝甲厚度來提升防護力。相比起安裝標準17磅炮及重32噸的挑戰者巡航坦克，彗星式並沒有因為採用輕量化的77HV炮而減輕總重來提升機動力，而是將換裝新型火炮省下的重量來提升裝甲防護，只有5對路輪的彗星式比使用加長版車體及有6對路輪的挑戰者式更重，達到33.5噸，是英國在二戰期間所裝備的最重型巡航坦克。彗星式的車體裝甲厚度由32毫米到74毫米，炮塔的裝甲厚度由57毫米至102毫米，而其安裝77HV炮的炮塔正面有77毫米厚的鑄造炮盾保護。
利蘭公司的工程師在開發彗星式時糾正了克倫威爾坦克的一些已知的缺點，並作出了一些改進。克倫威爾巡航坦克由電動液壓複合系統為炮塔提供轉向動力，彗星式的炮塔驅動系統改用已在邱吉爾式步兵坦克運用成熟的電力驅動系統。彗星式戰車延續使用克倫威爾所配備的勞斯萊斯流星Mk III V12汽油引擎，輸出馬力600匹，配用梅里特-布朗（David Brown）開發的Z5變速箱，提供前進5檔及後退1檔，並驅動車體後部兩側的驅動輪。德軍的豹式、虎式，以及美軍的雪曼，都把驅動輪置於車體前方，需要在車尾的引擎設置一根延伸到車頭變速箱的傳動軸，導致車體的高度難以大幅降低，彗星式把引擎和變速箱集中於車體後部的佈局，有助於減低車身的高度，使彗星式保有低矮的外觀輪廓，可減少被敵方發現及被擊中的機會。彗星式比克倫威爾重了5.5噸，為維持良好的機動力，其沿用自克倫威爾坦克的克里斯蒂懸掛系統經過改良強化承載能力，車體維持5對路輪，上方的托帶輪則增至4對。為因應車重增加導致接地壓力的上升，履帶由克倫威爾式的15.5英寸 (390毫米) 加寬至18英寸（457毫米），以維持良好的越野性能。為了降低後勤負擔，彗星式的動力系統基本上與克倫威爾式相同，但也使重量增加的彗星式在行車速度方面，無法達到克倫威爾式時速64公里的高速，在總重增加後又考慮到要減低變速箱、懸掛系統及履帶的機械磨損，所以彗星式的最高車速被調節至每小時51公里的路速，而最大行車距離為198公里。雖然速度不如克倫威爾坦克，但彗星式的機動性仍然優於德軍的豹式坦克及四號坦克，也比美國供應的雪曼坦克好。
工程師在提升火力和防護力的同時，也盡力在彗星式維持克倫威爾式的各項優點，包括車高低矮、速度快及機動性好，使彗星式的火力、防護力及機動力都得到平衡，並具備較高的機械可靠度及維護便利性。英軍從過往的作戰經驗領悟到各級通訊能力與步兵協同作戰的重要性，所以彗星式配備了兩台無線電通話器，19型無線電通訊通話器可供與營部進行垂直聯繫，38型無線電通話器可供與伴隨的步兵單位作橫向通訊，同時車體後部裝有可供步兵和車內通聯的電話，方便近距離協同作戰。

### 生產情況
1944年2月，首輛彗星式原型車出廠，此車有40%的零件與克倫威爾式兼容，而車體的製造工序導入了更多焊接製程。由於測試過程中發現有部分瑕疵需作調整，包括換用更結實的懸吊系統組件等等，因此彗星式直到1944年9月才正式量產。然而耽擱彗星式配發部隊並非全因機械設計的修改，77HV炮不屬最優先的生產項目也是主要原因之一，也影響了換裝彗星式的進度。彗星式的量產車於1944年9月移交英軍，在同年12月服役，但德軍於同月發動突出部戰役使前線部隊換裝彗星式的訓練需要延遲，至1945年1月才形成戰力，到二戰結束時停產，共有1,186輛出廠。
共有四家生產商參與彗星式的量產：
- 利蘭汽車：610輛（生產序號T.334901至T.335725）
- 英國電氣（英语：English Electric）：276輛（生產序號T.336076至T.336575）
- 都城嘉慕：150輛（生產序號T.336576至-T.336900，中間有部分跳號）
- 約翰·福勒（英语：John Fowler & Co.）：150輛（生產序號T.335726至T.336075，中間有部分跳號）

## 應用

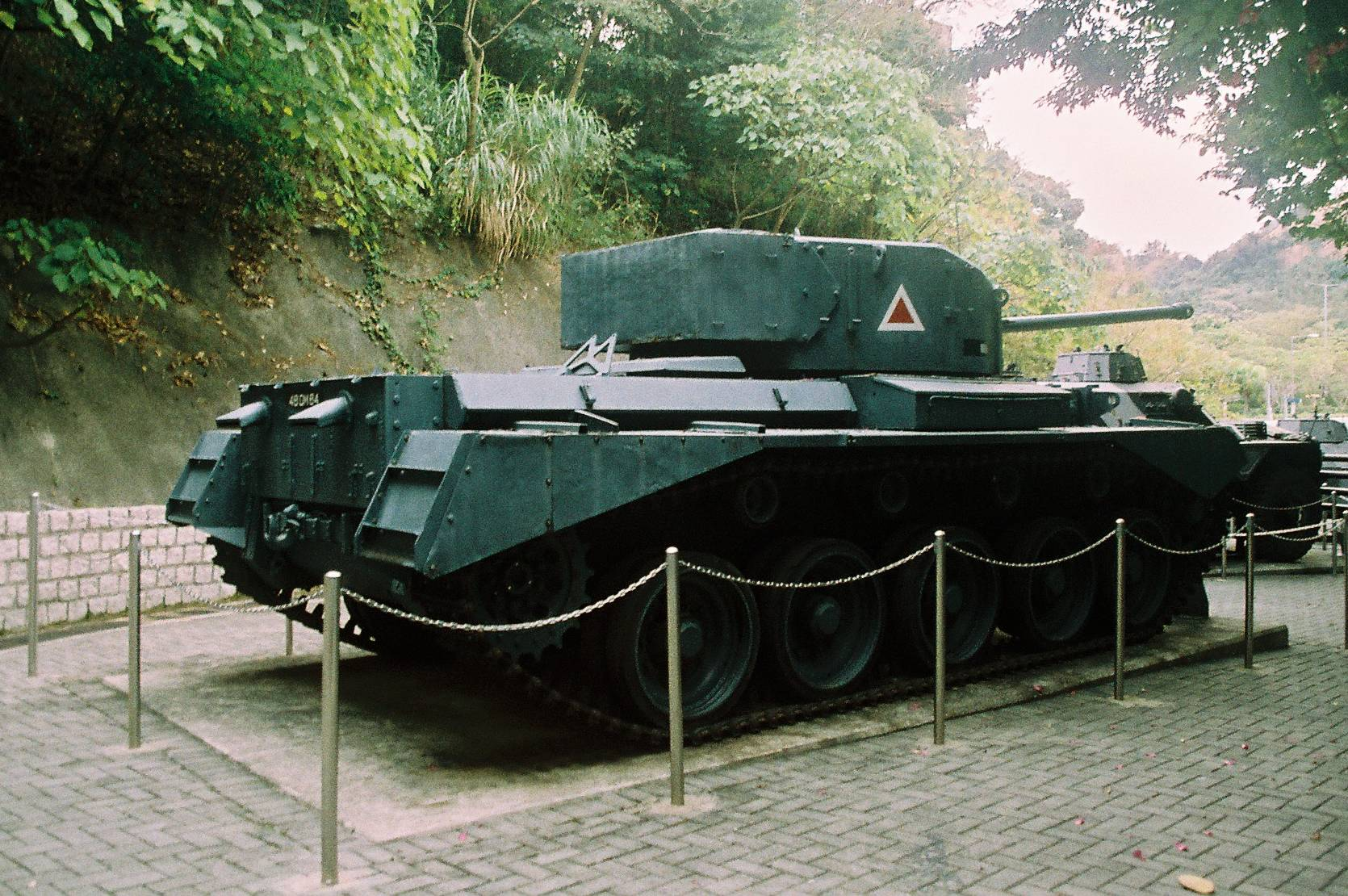
在香港海防博物館展出的彗星坦克

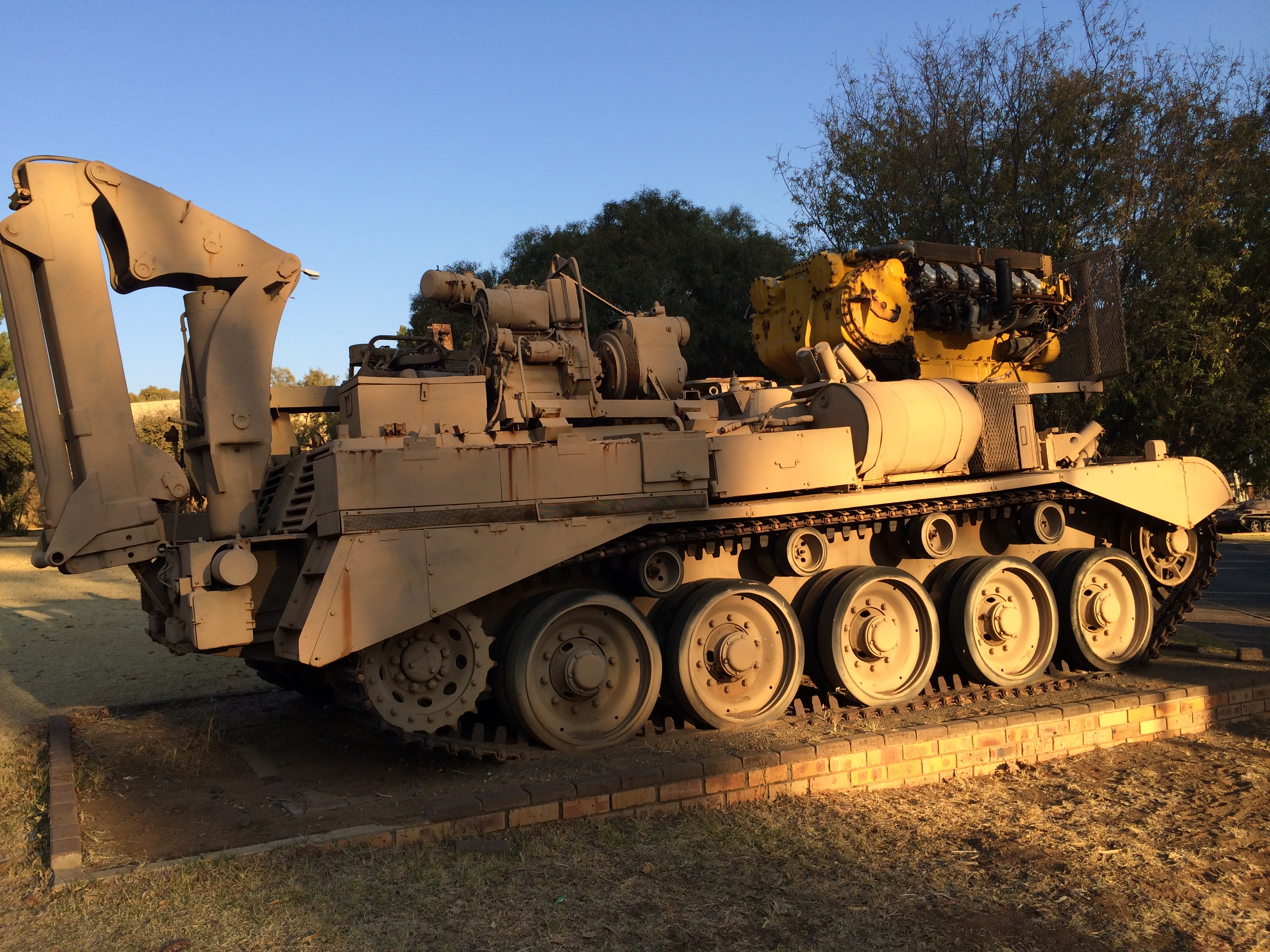
由彗星坦克改裝的工程車

1944年9月，彗星坦克開始配發給進駐比利時的英國陸軍第11裝甲師下屬之第29裝甲旅，該旅原配備美國軍援的M4雪曼式。第29裝甲旅原定在1944年12月轉移到荷蘭南部，將雪曼坦克上繳並更換為彗星式，但當部隊轉移到布魯塞爾之時便爆發了突出部之役，由於換裝訓練尚未完成，唯有繼續使用雪曼式投入戰鬥，該場戰役耽誤了換裝時程，直到1944年12月該部隊的作戰告一段落才退出戰場，轉移到布魯塞爾完成換裝計畫。1945年1月第11裝甲師將雪曼螢火蟲以外的雪曼坦克全部由彗星式取代。彗星式的首戰是1945年3月的戰利品行動，但此時納粹德國已接近敗亡，在德國境內的作戰鮮見德軍坦克，彗星式原本強調的反坦克能力沒有太多發揚的機會，到1945年5月德國投降前的遭遇戰中，第11裝甲師共損失了26輛彗星式，但也締造在100公尺的交戰距離擊毀德軍虎一式重坦克的記錄。在進軍柏林的過程中，前線部隊對彗星式的妥善率給予甚高的評價，在高速公路建設發達的德國境內，彗星式的高速性能與高可靠度，使英軍裝甲部隊能夠快速進軍。
在戰場上的彗星坦克有時也會充當裝甲運兵車使用，讓步兵坐在車身上代步，而為了避免乘坐的步兵遭車尾的排氣管灼傷，所以在該處加上了護罩。
二戰結束後，彗星式並未退役，改裝為配備煙幕彈發射器的彗星Mk.IB，與1946年服役的百夫長坦克搭配使用，該組合在韓戰中仍發揮良好。1950年代中期，西方國家取得蘇聯主力戰車的技術情報，確認T-55裝備100毫米口徑炮，英國裝甲部隊需升級到105毫米口徑的L7線膛炮抗衡，因為彗星式已沒有升級火炮的潛力，不能換裝到105毫米口徑炮，遂於1958年自英國陸軍全數退役。當中一部分被出售給大英國協國家，一部分提供給本地陸軍作為備役裝備。駐港英軍亦曾經裝備彗星坦克，直到後繼的百夫長坦克在1950年代後期抵達香港並展開部署，其中一輛在退役後繼續留在香港，這輛彗星坦克現在成為香港海防博物館的展品。

## 使用國

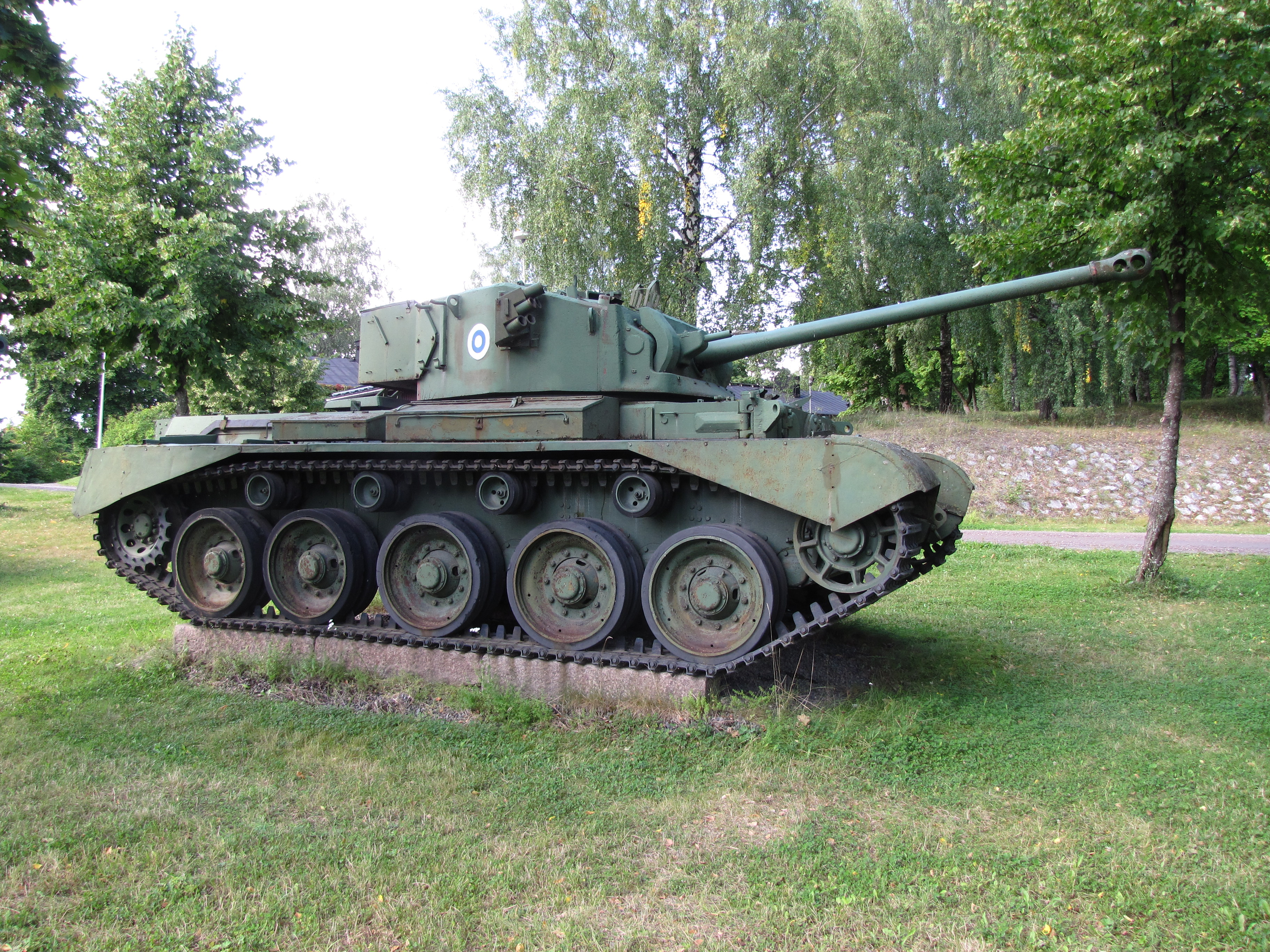
芬蘭陸軍的彗星坦克

古巴
在1959年古巴革命前向英國採購15輛彗星式，古巴革命引致西方國家對卡斯楚政權全面封鎖，這批彗星式因為缺乏零件供應及技術支持，所以服役期不長，之後被蘇聯軍援的T-54/55戰車取代。
 芬兰
1950年代自英國採購41輛彗星Mk.1B，每輛2.5萬英鎊，1970年除役封存，至2007年最後剩餘的4輛封存車全數退役。
 爱尔兰
1959年英國交付4輛彗星式，另有4輛在1960年購入，採購價每輛2.2萬英鎊；這批彗星式因為採購政策的失誤，購入了劣質引信的炮彈，在沒有追加預算的情況下只能先汰除庫存的高爆彈，1969年後，因為77HV炮彈的庫存減少曾計畫更換主炮，例如博福斯Pvpj 1110無後座力炮，但最後因缺乏資金而沒有執行。愛爾蘭陸軍的彗星式在1973年因為77HV炮彈耗盡而除役。
 南非
1954年以每輛2萬英鎊的價格採購26輛。
 英国
 緬甸
在緬甸獨立後，在1950年代向英國採購約25輛彗星式坦克，這批彗星式到1990年代仍在服役狀態，後轉入預備役，已被購入自中華人民共和國的69式坦克取代，有彗星式坦克在2021年3月27日的緬甸軍方紀念日活動中行駛及接受檢閱。

### 書籍
- Fletcher, David; Harvey, Richard C. . New Vanguard No. 104. Osprey Publishing. 2006. ISBN 1-84176-814-6.

## 外部連結
| 论 编 | 二戰後歐洲裝甲戰鬥車輛 |